# Hélder de Matos Nunes
Hélder de Matos Nunes (Portimão, 1949 - Portimão, 22 de Dezembro de 2024), foi um jornalista português, que se destacou a nível da imprensa algarvia, principalmente por ter fundado o jornal Barlavento em 1975.

## Biografia
Nasceu na cidade de Portimão.
Começou a trabalhar no jornalismo desde muito novo, tendo aos 16 anos lançado a ideia de criar de um jornal no Liceu Nacional de Portimão, que teve um grande sucesso. Impulsionou igualmente a fundação do boletim informativo do Portimonense Sporting Clube. Durante o serviço militar, em Angola, fez parte de um destacamento de fotografia e cinema, pelo que se manteve ligado à área da informação.
Após terminar o serviço militar, voltou a Portimão, onde fundou o jornal Barlavento, que era então a única publicação deste tipo editada na cidade. O primeiro número do jornal foi lançado em 26 de Abril de 1975, simbolicamente um ano e um dia depois da Revolução de 25 de Abril de 1974, numa fase em que estavam em desaparecimento vários periódicos que estavam ligados à antiga ditadura militar. Chegou a ser considerado como um dos melhores periódicos de tipologia regional no país, tendo recebido o prémio Gazeta para melhor jornal regional, do Clube de Jornalistas, em 2005. Fundou igualmente o jornal Sul Desportivo, e a Rádio Barlavento, que foi uma das primeiras estações de rádio locais no país, que foi depois vendida à Diocese do Algarve. Em 1999 o jornal Barlavento foi adquirido pelo Grupo Alicoop/Alisuper, e em 2014 pela editora Open Media, embora Helder Nunes tenha-se mantido como director até 2015, acumulando cerca de quatro décadas de trabalho como jornalista. Em Agosto de 2011, foi entrevistado pelo jornal Público sobre uma polémica entre o corpo editorial do jornal, tendo Helder Nunes comentado que apenas se tinham demitido quatro pessoas, admitindo que esta saída foi devido a salários em atraso «há mais de dois meses», tendo explicado que esta situação era devido a «problemas de liquidez» da empresa, alegando dificuldades em fazer a cobrança aos anunciantes. Segundo o jornal Postal do Algarve, «Hélder Nunes marcou a imprensa regional algarvia ao longo de mais de quatro décadas, deixando um legado profundamente enraizado na comunicação social da região».
Em 2014 participou no debate A Comunicação por cá, sobre a imprensa online, realizado em Loulé, e em 2015 foi moderador da conferência Imprensa Regional: contributos para a cidadania, em Monchique, organizada como parte das comemorações dos trinta anos do Jornal de Monchique.
Em 2018 foi entrevistado pela revista Algarve Vivo sobre o futuro do jornalismo, tendo então comentado que «oO jornalismo de futuro será feito na base de notícias que não são dadas por outros órgãos de informação. Isto é, o jornal tem de se ocupar de informação que a rádio e a televisão não dão por serem mais imediatas e terem poucos segundos disponíveis. A imprensa terá de ir na frente da informação, até porque não há ninguém que não goste de saber o futuro. Essa será uma linha de jornalismo. A outra é que terá de ser muito mais trabalhado. Isto não se reflete ainda muito a nível local, porque as notícias de proximidade não têm projeção para serem feitas noutros órgãos. Só o jornal local ou regional é que dará esse tipo de notícias».
Faleceu no dia 22 de Dezembro de 2024, aos 75 anos de idade, em Portimão.